# Roter Tiefseeton
Roter Tiefseeton (engl. Pelagic red clay) ist ein Sedimenttyp des Meeresbodens. Er bedeckt rund 30 Prozent der gesamten Tiefsee.
Roter Tiefseeton bildet sich am Grund oligotropher Meere aus, wenn deren Tiefe 4000 bis 5000 Meter überschreitet. Unterhalb der Calcit-Kompensationstiefe (Carbonat-Kompensationstiefe) geht er wahrscheinlich aus Globigerinenschlamm hervor. Im Gegensatz zu den in geringeren Tiefen vorkommendem Kieselschlamm und Kalkschlamm ist Tiefseeton mineralischen und nicht biogenen Ursprungs. Deshalb weist er auch den geringsten Gehalt an organischen Substanzen (< 0,2 Prozent) der Sedimentarten am Meeresboden auf.

## Geologische Beschaffenheit
Seine ziegelrote bis braune Farbe verdankt der Tiefseeton der Oxidation von Eisen zu Fe(III)Oxiden. Die mittlere Korngröße von Rotem Tiefseeton liegt bei 1 μm; sein Siltgehalt (Anteil an Schluff) liegt bei 17 %. Sein Tonmineralanteil besteht vor allem aus Mineralen Illit, Teilen der Smectitgruppe, Kaolinit und Chlorit. Der Siltanteil setzt sich aus Quarz, Feldspat, Glimmer, vulkanogenen Komponenten und authigenen Mineralen wie Zeolithe und Manganit zusammen.

## Vorkommen
Roter Tiefseeton kommt in allen Meeren vor, jedoch ist er im Pazifischen Ozean am weitesten verbreitet.